# Kit Coleman

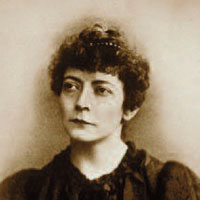
Kit Coleman

Kit Coleman (* 20. Februar 1856 in Castleblakeney, County Galway, Vereinigtes Königreich Großbritannien und Irland; † 16. Mai 1915 in Hamilton, Ontario, Kanada) war das Pseudonym der irisch-amerikanischen Kolumnistin Kathleen Blake Coleman.
Coleman war die erste akkreditierte weibliche Kriegskorrespondentin. Sie schrieb 1898 über den Spanisch-Amerikanischen Krieg für die Toronto Mail. Coleman war auch die erste Präsidentin des kanadischen Frauen-Presseclubs, eine Organisation für weibliche Journalistinnen.
Für ihr Wirken ehrte die kanadische Regierung, vertreten durch den für das Historic Sites and Monuments Board of Canada zuständigen Minister, Kit Coleman am 19. November 2011 und erklärte sie zu einer „Person von nationaler historischer Bedeutung“.

## Kindheit
Kit Coleman (geb. Catherine Ferguson) kam als Kind von Patrick und Mary Ferguson (geb. Burke) in Castleblakeney am 20. Februar 1856 zu Welt. Ihr Geburtsdatum wird manchmal inkorrekt als 1864 gelistet und ihr Mädchenname fälschlicherweise mit Blake angegeben. Ihr Vater war ein Landwirt. Zuerst ging Catherine in Loretto Abbey in Rathfarnham zu Schule. Ihren Abschluss erhielt sie in Belgien.
Kit Coleman erinnerte sich später daran zurück, wie ihre Eltern sie in ihrem Streben zum kreativen Ausdruck unterstützten. Ihr Vater gab an sie die Liebe zu Büchern weiter und ihre Mutter, die blind war, brachte ihr Musik näher. Sie lernte auch mehrere Instrumente zu spielen. Den stärksten Einfluss auf ihre intellektuelle Entwicklung hatte ihr Onkel Thomas Nicholas Burke, ein dominikanischer Priester. Er war ein liberaler anerkannter Redner. Durch ihn lernte sie religiöse und soziale Toleranz. Dieses spielte sich auch später in ihrem Wirken als Journalistin wieder.

## Privatleben
Coleman heiratete früh einen älteren Mann und reichen Grundbesitzer namens Thomas Willis, unterschiedliche Quellen geben an, dass sie entweder 16 oder 20 war. Sie heiratete unter ihrem angenommenen Pseudonym Katheleen Blake. Das Paar hatte ein Kind, welches früh starb. Willis selbst starb kurz darauf auch. Die Ehe war nicht glücklich gewesen. Deswegen wurde Coleman von der Familie ihres Mannes enterbt. Im Jahr 1884 emigrierte sie als eine junge Witwe nach Kanada. In Kanada arbeitete sie als Sekretärin, bis sie ihren Boss Edward Watkins heiratete. Sie lebte in Toronto und Winnipeg, wo sie zwei Kinder zur Welt brachte (Thade und Patricia).
Im Jahr 1889 nach dem Tod von Watkins, oder der Scheidung von Watkins begann Coleman zuerst damit, sich und ihre zwei Kinder mit Putzen über Wasser zu halten. Sie fing dann aber an, Artikel für lokale Zeitungen zu schreiben, meistens für das Magazin „Saturday Night“ aus Toronto.

## Karriere
Kathleen Blake Watkins zog 1890 nach Toronto um, um sich dem Journalismus zu widmen. Sie war die erste weibliche Journalistin, die ihre eigene Kolumne in einer kanadischen Zeitung hatte. Sie wurde von der Toronto Mail (später Mail and Empire) angestellt. In den 1890ern und frühen 1900ern schrieb sie eine sieben Spalten große Seite für die Toronto Mail namens „Woman's Kingdom“ (Königreich der Frau), welche wöchentlich erschien. Zuerst schrieb sie über einfachere Themen, wie sie in anderen Frauen-Kolumnen, die damals nach und nach erschienen, auch üblich waren. Zu den Themen gehörten zum Beispiel Theaterkritiken, Mode und Kochrezepte. In einer ihrer beliebtesten Kolumnen gab sie einen Ratschlag zu jemandem, der an Liebeskummer litt. Später lehnte sie sich gegen die Annahmen ihrer Redakteure auf, dass Frauen sich nur für den Haushalt, Mode und ihre Ratschlagskolumne interessieren würden und bestand darauf Artikel über Themen, die ihrer Meinung nach Frauen interessieren würden, wie Politik, Wirtschaft, Religion und Wissenschaft. Ihre Kolumne ehrlich und offen, dass sie eine weite Leserschaft erreichte, darunter auch der kanadische Premierminister Wilfrid Laurier. Ihre Dokumente deckten auch solche Themen ab sie Sozialreformen, Frauenthemen, häusliche Gewalt und schlechte Arbeitsbedingungen von Frauen. Kit Colemans Kolumnen wurden auch in anderen kanadischen Zeitungen veröffentlicht. Sie arbeitete für Mail bis 1911.
Bald begann Kathleen Blake Watkins, in ihren Kolumnen über Tagesnachrichten zu schreiben und wurde zu einem der Star-Reporter der Toronto Mail. Im Jahr 1891 interviewte sie die französische Schauspielerin Sarah Bernhard, die damals in Kanada auftrat.
Sie war eine Korrespondentin für die Toronto Mail während der Weltausstellung in Chicago in 1893 sowie bei der Mid-Winter-Ausstellung in San Francisco oder auch beim Diamanten-Jubiläum von Königin Viktoria in London im Jahr 1897. Sie wurde weltweit bekannt. Ein amerikanisches Nachschlagewerk nannte sie 1984 „brillant“ sei und gab an, dass keine weibliche Journalistin und wahrscheinlich kein männlicher Journalist unter der Stellung als Chefredakteur einen größeren Einfluss auf das Prestige und die Verbreitung einer nordamerikanischen Zeitung gehabt habe.

### Kriegskorrespondentin für den Spanisch-Amerikanischen Krieg in Kuba

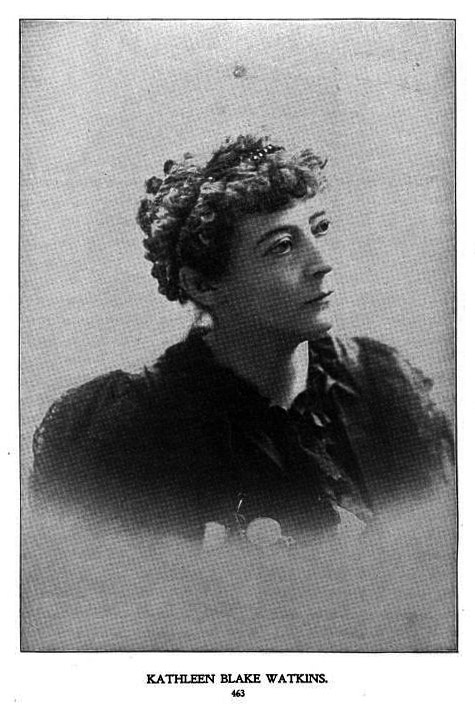
Katheleen Blake Watkins

Während des Spanisch-Amerikanischen Krieges im Jahr 1898 erklärte sich Kathleen Blake bereit, nach Kuba zu gehen, um über die Kampfhandlungen an der Front zu berichten. Die Toronto Mail schickte sie nach Kuba, dadurch bekamt die Zeitung selbst viel öffentliche Aufmerksamkeit. Sie wurde jedoch von ihrem Vorgesetzten dazu angehalten über „Mumpitz“, wie sie es nannte, zu schreiben, anstatt wirklich von der Front zu berichten, da er meinte, dass Frauen nicht dazu geeignet waren. Sie erhielt ihre Akkreditierung als Kriegskorrespondentin von der Regierung der Vereinigten Staaten und wurde so zur ersten weiblichen akkreditierten Kriegskorrespondentin der Welt.
Es war ihr erlaubt, amerikanische Truppen zu begleiten. Jedoch war das Militär selbst und andere Kriegskorrespondenten gegen ihren Einsatz und schafften es fast, sie in Florida auflaufen zu lassen. Blake schaffte es jedoch im Juli 1898 nach Kuba, kurz bevor der Krieg endete. Ihre Berichte über die Todesopfer und die Folgen des Krieges waren der Höhepunkt ihrer Karriere und machten sie berühmt. Auf ihrem Weg zurück nach Kanada hielt Kathleen in Washington, wo sie zur „International Press Union of Women Journalists“ (Internationale Vereinigung von weiblichen Journalistinnen) sprach.

### Karriere nach Kriegskorrespondenz
Nach ihrer Rückkehr von Kuba heiratete Watkins Theobald Coleman und zog nach Copper Cliff, Ontario, um. Dort war ihr Mann Arzt für die Canadian Copper Company (Kanadisches Kupfer-Unternehmen). 1901 zogen die Colemans nach Hamilton, Ontario.
Im Jahr 1904 gründete sie den „Canadian Women’s Press Club“ (Kanadischen Frauen Presseclub), um gegen die Diskriminierung von Frauen im Journalismus anzugehen. Sie wurde zur ersten Präsidentin des Clubs ernannt. Obwohl sich Coleman als Journalistin in der von Männern dominierten Domäne des Journalismus durchsetzte und auch in ihren Veröffentlichungen viel Aktivismus für Frauenrechte betrieb, bekannte sie sich nicht bis 1910 zum Feminismus oder dem Frauenwahlrecht.
Viele ihrer Kolleginnen sahen Coleman als Vorbild, wie zum Beispiel die Journalistin Katherine Hale von Mail and Empire. Die Suffragetten hofften, dass sie sich als Aktivistin für das Frauenwahlrecht einsetzen würde. Die politische Ambivalenz von Coleman kam durch ihre Anstellung bei der Toronto Mail und Mail and Empire, beide Zeitungen sprachen sich gegen das Frauenwahlrecht aus. Coleman war sich auch nicht sicher, inwieweit Frauen oder Journalistinnen sich in Politik einmischen sollten.
Neben ihrer Tätigkeit als Journalistin veröffentlichte Coleman auch Gedichte und Gedichtbände.
Coleman starb am 16. Mai 1915 an einer Lungenentzündung in Hamilton, Ontario.